# Грособринген
Грособринген (њем. Großobringen) општина је у њемачкој савезној држави Тирингија. Једно је од 75 општинских средишта округа Вајмарер Ланд. Према процјени из 2010. у општини је живјело 854 становника. Посједује регионалну шифру (AGS) 16071023.

## Географски и демографски подаци
Грособринген се налази у савезној држави Тирингија у округу Вајмарер Ланд. Општина се налази на надморској висини од 288 метара. Површина општине износи 7,6 km². У самом мјесту је, према процјени из 2010. године, живјело 854 становника. Просјечна густина становништва износи 112 становника/km².